# Lockheed Martin Prepar3D
Prepar3D (à prononcer Prepared car le 3 signifie un E à l'envers ; souvent abrégé P3D) est un simulateur de vol pour PC développé par Lockheed Martin et commercialisé en 2010. Ce jeu propose à travers diverses missions de se mettre dans la peau d'un pilote de ligne, d'un cascadeur aérien ou encore d'un contrôleur. Disponible en mode solo et multijoueur, Prepard3D permet également d'adhérer à différentes compagnies virtuelles (Virtual Airlines) et d'effectuer des vols avec des conditions de réalisme poussées au maximum.
Proposé à des fins professionnelles ou académiques, le logiciel permet aux utilisateurs de créer des scénarios éducatifs dans l'air, la mer et au sol. Un kit de développement accompagne le logiciel pour la personnalisation de scénario, de paysage et de modèles de véhicules. Prepar3D est à la disposition du public sur le site Prepar3D. Une licence académique est également disponible pour les étudiants. Le jeu est mis à jour souvent pour maintenir un contenu et une expérience de vol poussée au maximum.
La version professionnelle de Prepar3D est identique a la version académique de Prepar3D, sauf que cette dernière est disponible pour les personnes voulant utiliser le logiciel a des fins professionnelles et d'apprentissages .

## Histoire
En 2010, Lockheed Martin annonce sa négociation avec Microsoft qui a pour but d'acheter le code source des produits Microsoft ESP qui forment la version commerciale appelée "Flight Simulator X SP2". Le 17 mai 2010, Lockheed Martin annonce que son nouveau produit, basé sur le code source de l'ESP, va se nommer "Prepar3D". Lockheed Martin recrute plusieurs membres de ACES Studios qui était le studio de développement de Flight Simulator X pour poursuivre le développement de Prepard3D. Du fait de sa rétrocompatibilité, la plupart des addons Flight Simulator X fonctionnent avec Prepar3D sans aucun réglage particulier.